# Ильбе
Ильбе Чоджансо (кор. 일베저장소?, 日베貯蔵所?, «Архив Ильбе» или «Хранилище Ильбе», также англ. Ilbe Storage, Ilbe Garage) — южнокорейский форум, известный ультраправыми взглядами своей аудитории. Ильбе описывают как анти-иммигрантское, анти-феминистическое, анти-ЛГБТ, анти-коммунистическое сообщество. Изначально он был архивом популярных тредов с южнокорейского форума DC Inside. Оба этих сайта сравнивают с анонимными имиджбордами, такими как американский 4chan и японский 2channel. Популярность, политическое и культурное влияние Ильбе позволили журналистам окрестить его «социальным феноменом».

## История
Изначально словом «Ильбе» (от кор. 일간 베스트?, 日刊 베스트? Ильган Best «Лучшее за день») называли колонки в разделах DC Inside, где собирались самые популярные треды раздела за день. Многие пользователи не различали эти колонки и сайт-архив, где собирались старые и удалённые за нарушение правил посты, также называвшийся Ильбе. В ноябре 2015 г. эти колонки были убраны с DC Inside из-за того, что сайт Ильбе получил дурную репутацию в СМИ.
Предтеча Ильбе был создан пользователем «Владыка Моэ» (кор. 모에명수?, 모에名手? Моэ-мёнсу) в июле 2009 года как архив постов из раздела форума DC Inside, посвященного телекомедиям. В 2016 г. он безуспешно пытался засудить последующих владельцев Ильбе, считая, что они скопировали его сайт, пока он был временно закрыт.
13 апреля 2010 г., другой сайт с тем же названием создал пользователь SAD из галереи DC Inside, посвященной бейсбольной команде LG Twins. В ноябре SAD по личным причинам перестал модерировать сайт и отдал его активным на тот момент пользователям — Будде и Сэбу (부처 Пучхо и 새침부끄 сэчхимбуккы «цундэрэ»). Будда затем отказался от должности модератора, так как готовился к призыву в армию. Сэбу же создал команду для управления сайтом, он пригласил модераторов, программистов и другой персонал. Год спустя, сайт перестал функционировать как архив и стал самостоятельным форумом.
С декабря 2012 г. на Ильбе было зарегистрировано более одного миллиона пользователей, с апреля 2015 г. — более двух миллионов (включая дубликатов). Вплоть до сентября 2016 года в дневной час пик сайт просматривали более 20 тысяч пользователей одновременно. Даже в утренние часы, когда число одновременных посетителей было минимально, оно превышало 10 тысяч человек. По словам администрации сайта, в эти цифры не включаются посетители с мобильных устройств, которые составляют 65% траффика сайта.
В 2016 году, на фоне политического скандала с участием Чхве Сун Силь и президента Южной Кореи Пак Кын Хе, число посетителей сайта значительно уменьшилось: от 700 000 в день в сентябре до 520 000 в день в декабре. Число одновременных пользователей в час пик также снизилось до 10 тысяч.
С августа 2018 года сайтом руководит некий «Ленивый рассвет» (나른한새벽 Нарын-хан Сэбёк).

## Субкультура
На сайте немного правил. На нём запрещено упоминать пользователей по имени. При этом сайт не абсолютно анонимен — на нём есть регистрация и используются никнеймы, хотя от слишком известных пользователей требуется регулярно менять их. Это сделано для того, чтобы восприятие пользователей не зависело от истории их постинга — на других корейских форумах посты «олдфагов» воспринимаются как более авторитетные. Утверждают, что форум слабо модерируется, удаляются в основном те посты, которые могут стать причиной для преследования Ильбе полицией, хотя некоторые пользователи говорят, что модераторы допускают произвол и несправедливость. На форуме не приветствуются женщины — «женское» поведение воспринимается как поиск внимания и нарушение принципов анонимности. Говорят, что в начале 2014 за отношения с девушкой с сайта был уволен один из модераторов Ильбе.
Ильбе часто критикуется из-за действий пользователей. Корейская коммиссия по регуляции коммуникаций и вещания рекомендовала Ильбе строже следить за контентом, по её мнению наносящим вред подросткам. С другой стороны, некоторые одобряют сайт за его анонимность и свободный дух. Так, Ан Хён Хван из консервативной партии Свободная Корея сказал, что «Ильбе известно как пространство, где невинные люди могут свободно выражать своё мнение».
Значительная часть субкультуры Ильбе основана на самоопределении пользователей как «неудачников» — ранее в корейском Интернет-пространстве большинство с левыми взглядами высмеивало всех, чьи взгляды хоть немного отклонялись вправо. Многие оскорбления закрепились как ироничные прозвища среди пользователей Ильбе. Распространённое самоназвание посетителей Ильбе — «Ильгеи» (일게이).
Ильбе во много унаследовал субкультуру DC Inside, от которого он и отделился. Например, мемы, связанные с президентом Но Му Хёном, изначально постились именно на DC Inside, в разделе Хаппхиль-гэль (합필갤, или кор. 합성필수요소?, 合成必須要素? «Необходимые материалы для создания [мемов]»), а слова «скат» (кор. 홍어?, 䱋魚? хонъо, уничижительное прозвище жителей Чолладо) и «рыбный пирог» (кор. 어묵?, 魚묵? омук, высмеивающее жертв крушения парома «Севоль») — в галерее, посвященной баскетболу.
Из-за спорной репутации сайта, многие люди не распространяются на публике о том, что они пользователи Ильбе. «Ильминг-аут» (일밍아웃, по аналогии с каминг-аутом) может повлечь за собой остракизм. В связях с Ильбе обвинялись певицы Crayon Pop и профессиональный игрок Хон Джин Хо, все они отрицали свои связи с сайтом и осуждали его, хотя пользователи Ильбе в поддержку Crayon Pop стали массово скупать их альбомы. Консервативный политик Ким Джин Тхэ осуждался из-за того, что посещал Ильбе со своего ноутбука во время парламентской инспекции в Нацсобрании Кореи.
Символом Ильбе стал характерный жест руки, напоминающий ㅇ и ㅂ, первые буквы названия сайта.
Кнопки «Нравится» и «Не нравится» на Ильбе имеют названия «В лучшее!» (일베로 ильбе-ро) и «Демократизация» (кор. 민주화?, 民主化? минджухва) соответственно. Голосование под постами доступно только для зарегистрированных пользователей. Пользователи с высоким рейтингом могут голосовать дважды.

## Идеология

### Критика корейских лидеров
Ильбе известно в Корее в основном из-за того, что его пользователи высмеивали бывшего президента Кореи Но Му Хёна. С ним создавали мемы и пародийные песни. Широко известна «Ноала» — фотоколлаж коалы с лицом Но Му Хёна. День самоубийства Но Му Хёна, 23 мая, когда он прыгнул с обрыва, на Ильбе празднуют как «День Гравитации». По этой же причине его называют словом унджи (кор. 운지?, 隕地?, неологизм из ханча «упасть» и «земля», а также отсылка на рекламу напитка Унджичхон).
25 января 2018 года на биллборде на Таймс-сквер в Нью-Йорке была размещена карикатура с Но Му Хёном, показывающим жест Ильбе. Таким образом пользователи отметили день рождения действующего президента Мун Чжэ Ина.
Вдова президента Ким Дэ Чжуна, Ли Хихо, в 2013 году обвиняла Ильбе в оскорблении её мужа.
Президентов, одобряемых на Ильбе, называют какха (가카, искажённое кор. 각하?, 閣下? какха «Их Высочество», титул, ассоциируемый с диктаторами). Изначально так называли Ли Мён Бака, по слухам планировавшего официально возродить этот титул, затем так стали называть Пак Чон Хи (кор. 원조가카?, 元祖閣下? вончо какха «первый гакка») и его дочь Пак Кын Хе (레이디 가카 рэйди какха «леди какха»).
Пользователи Ильбе создавали пародийные песни, используя псевдонимы, такие как «DJ Дэ Чжун», «MC Чен Ын» и «MC Кын Хе». На сайте шутят, что Но Му Хён на самом деле находится в застенках корейских спецслужб и пишет реп под псевдонимом «MC Му Хён».

### Ненависть к Чолладо
На Ильбе не любят провинцию Чолладо. Причина этого в том, что её жители сильно склоняются к политическим левым. Так, за кандидата в президенты Ким Дэ Чжуна, выходца из региона, здесь проголосовали 98 % избирателей. Чолладо часто называют «отдельной страной» и призывают отделить её от Кореи.

### Неприятие восстания в Кванджу
Восстание в Кванджу — движение, официально считающееся важным этапом в демократизации Южной Кореи. На Ильбе его считают про-коммунистическим мятежом при поддержке Северной Кореи. Слово «демократизация» из-за этого имеет негативную коннотацию на форуме. Тех, кто поддерживает восстание, например, Чо Гапдже, бывшего главного редактора консервативной газеты Чосон Ильбо, на Ильбе клеймят коммунистами (кор. 좌빨?, 左빨? чваппаль «красные леваки»).

### Отношение к женщинам
На Ильбе распространена крайняя мизогиния. Для обозначения женщин, не согласных с подчинённым положением, используются оскорбительные выражения вроде кимчхи-нё (кор. 김치녀?, 김치女?, "женщины кимчхи") и посылачхи (보슬아치, прибл. «вагинобюрократы»). При этом в пример им часто ставятся иностранные девушки — предположительно более покорные японки именуются суши-нё (кор. 스시녀?, 스시女?, "женщины суши"), это слово имеет более положительную коннотацию. Пользователей часто обвиняют в домогательствах к женщинам. Женщин, посещающих Ильбе, называют амбечхун (кор. 암베충?, 암베蟲?, букв. «самки червей с Ильбе»). Тех девушек, кто открыто заявляет о своём поле на сайте, банят. Кроме того, Ильбе обвиняют в склонности к педофилии, например, из-за использования слова «лорини» (로린이, от яп. ロリ «лоли» и кор. 어린이 орини «ребёнок»).

## Скандалы

### Акции после крушения «Севоля»
В сентябре 2014 года, когда родители жертв крушения парома «Севоль» выходили на публичные голодовки, более сотни людей, в основном пользователей Ильбе, устраивали акты «публичного обжорства» — пикники в местах забастовок. Это первое оффлайн-мероприятие, в котором участвовало Ильбе.
В январе 2015 года пользователь Ильбе запостил фото, где он в форме старшей школы Данвон, чьи ученики погибли во время крушения, показывает жест Ильбе и поедает рыбный пирог омук (подразумевая, что «рыбы съели тела погибших и теперь они в омуке, который он ест»). Пост был озаглавлен «Я съел своего друга!». Пост распространился в соцсетях, и учеников школы Данвон стали называть «омуками». Потом с тем же значением стало использоваться слово «одентхан» (오뎅탕, суп из омуков). Впоследствии полиция задержала 21-летнего Кима. Его мать принесла публичные извинения. Слова «омук» и «одентхан» были забанены на Ильбе.

### «Пруф девушки»
В ноябре 2018 года на Ильбе были загружены интимные фото девушки в тему с названием «Доказательство [наличия] девушки» (кор. 여친인증?, 女親認證? ёчхин инджын). После этого появился ещё ряд похожих постов. Полиция арестовала сервера Ильбе и установила личности 15 авторов, из которых 13 были задержаны. Шесть из них сознались в том, что постили фото своих девушек, остальные постили фото, найденные в интернете.